# Stabat Mater (Boccherini)
El Stabat Mater en fa menor G. 532 es una obra musical religiosa escrita por el compositor Luigi Boccherini. Se trata de una de las pocas obras vocales escritas por el luqués, cuya producción se enfoca principalmente en la música instrumental. Asimismo, es la única obra religiosa de madurez que se conserva completa. Consta de dos versiones.

## Versión de 1781
La primera versión data de 1781 y está escrita para soprano solista y quinteto de cuerda con dos violines, viola y dos violonchelos (obbligato y basso). Seguramente la obra fue un encargo del infante Luis de Borbón. Así se puede constatar en las copias manuscritas Lu y PaI de la segunda versión, donde es posible leer: Per ordine del Sig.r Inf.te D.n Luigi, l’Autore scrisse quest’Opera per una Sola voce l’anno 1781 […] (Por orden del Señor Infante Don Luis, el autor escribe esta obra para una voz sola en el año 1781). 
La única copia manuscrita de esta primera versión de la que se tiene constancia hasta la fecha formó parte de la colección de Louis Picquot y desde el año 1922 es propiedad de la Library of Congress de Washington.La función que pudiera tener este Stabat Mater no está clara, aunque la principal hipótesis parece apuntar a un uso paralitúrgico o devocional. No se tiene constancia de ninguna interpretación en la época o contratación de músicos para tal fin. Es muy probable que fuera la propia mujer del compositor, Clementina Pelliccia, quien asumiera el papel de soprano, y los músicos del infante los roles instrumentales[2].
Esta versión del Stabat Mater se estructura en 11 movimientos. La gran forma de la obra posee una estructura en tres secciones. La primera, formada por los cuatro movimientos iniciales, tiene un carácter más triste y solemne. La segunda, formada por los siguientes cinco movimientos, adquiere un clima más afectuoso. La tercera sección, formada por los dos movimientos finales, retoma el carácter de la primera, aunque concluye el amén dentro de un clima más amable

## Versión de 1801
La segunda versión, de 1801, es para dos sopranos y tenor con acompañamiento de dos violines, viola, violonchelo y contrabajo, y figura en el catálogo elaborado por el propio compositor como op. 61.
El fin más probable de esta segunda versión es comercial. La primera edición de la obra fue publicada en Nápoles por Giuseppe Amiconi en 1801, en vida del compositor. No obstante, no se tiene constancia sobre si Boccherini estuvo implicado en la edición o si la aprobaba. Aparte de las copias manuscritas Lu y PaI y de la edición de Amiconi, la obra fue también publicada por Sieber en 1805. Además se conservan varias copias manuscritas posteriores a 1805.

Esta segunda versión consta igualmente de 11 movimientos más una introducción instrumental, que no aparece en la edición de Amiconi de 1801, y que es un arreglo del primer movimiento de la sinfonía nº 10 en fa mayor op. 35/4, G. 512 de 1782. El número de compases de cada movimiento varía respecto de la primera versión, a excepción de los movimientos 4, 9 y 10 que mantienen su extensión. La nueva versión modifica también aspectos de articulación, textura, distribución de las voces, dinámica, estructuras melódicas, tempi…
[1] A fecha de hoy, de los Villancicos G. 539 (1783) no se han encontrado las partes de oboes y trompas, y tanto la Misa Solemnis G. 528 (1801) como la Cantata de Navidad G. 535 (1802) se hallan perdidas.

[2] Es también probable que el propio Boccherini tomase parte en la interpretación con el violonchelo.